# Chemnitztalviadukt
Als Chemnitztalviadukt(e), offiziell Viadukt Chemnitztal, werden zwei parallele Eisenbahnviadukte über den Fluss Chemnitz und die Blankenauer Straße (Bundesstraße 107) im Norden der Stadt Chemnitz bezeichnet. Die beiden Brücken von deutlich unterschiedlicher Höhe gelten als stadtbildprägender Komplex und stehen unter Denkmalschutz. Die Blankenauer Straße überspannen die Brückenbauwerke mit triumphbogenartiger Wirkung.

## Beschreibung
Die ältere der beiden Brücken (⊙) wurde von Juli 1869 bis Juni 1871 für die Bahnstrecke Neukieritzsch–Chemnitz erbaut und ging am 8. April 1872 in Betrieb. Der Bau kostete rund 163.000 Taler. Der Aufbau der Brücke ist zweiteilig. An einen 180 m langen Abschnitt aus sechs je 25,5 m langen Stahlfachwerkträgern über den Fluss Chemnitz schließt sich ein 118 m langer Brückenteil mit neun gemauerten Bögen an. Mit einer Öffnung von 11,7 m wird die Bundesstraße 107 überspannt, die acht weiteren Bögen haben je eine lichte Weite von 9,8 m. Die Gesamtlänge der Brücke beträgt 308 m, der gemauerte Brückenteil ist leicht gekrümmt. 2003 erfolgte eine Sanierung des Stahlteils für 1,5 Millionen Euro. Der gemauerte Westteil der Brücke wurde im Jahr 2019 saniert. Im Volksmund wurde die Brücke auch „Klapperbrücke“ genannt, da der Stahlteil bei Zugfahrten starke Geräusche entwickelte.
Die zweite, parallele Brücke mit einer Länge von 366,3 m wurde von 1898 bis 1899 durch die Bauunternehmung Dyckerhoff & Widmann als Teil der Verbindungsbahn vom Bahnhof Küchwald zum Rangierbahnhof Chemnitz-Hilbersdorf errichtet. Die Baukosten betrugen rund 753.000 Mark. Sie ist auf voller Länge als Betonbogenbrücke ausgeführt. Optisch wurde sie mit einer Natursteinverkleidung an die erste Brücke angeglichen, ist jedoch einige Meter höher. Seit der Streckenstilllegung am 31. August 1999 ist sie ungenutzt.

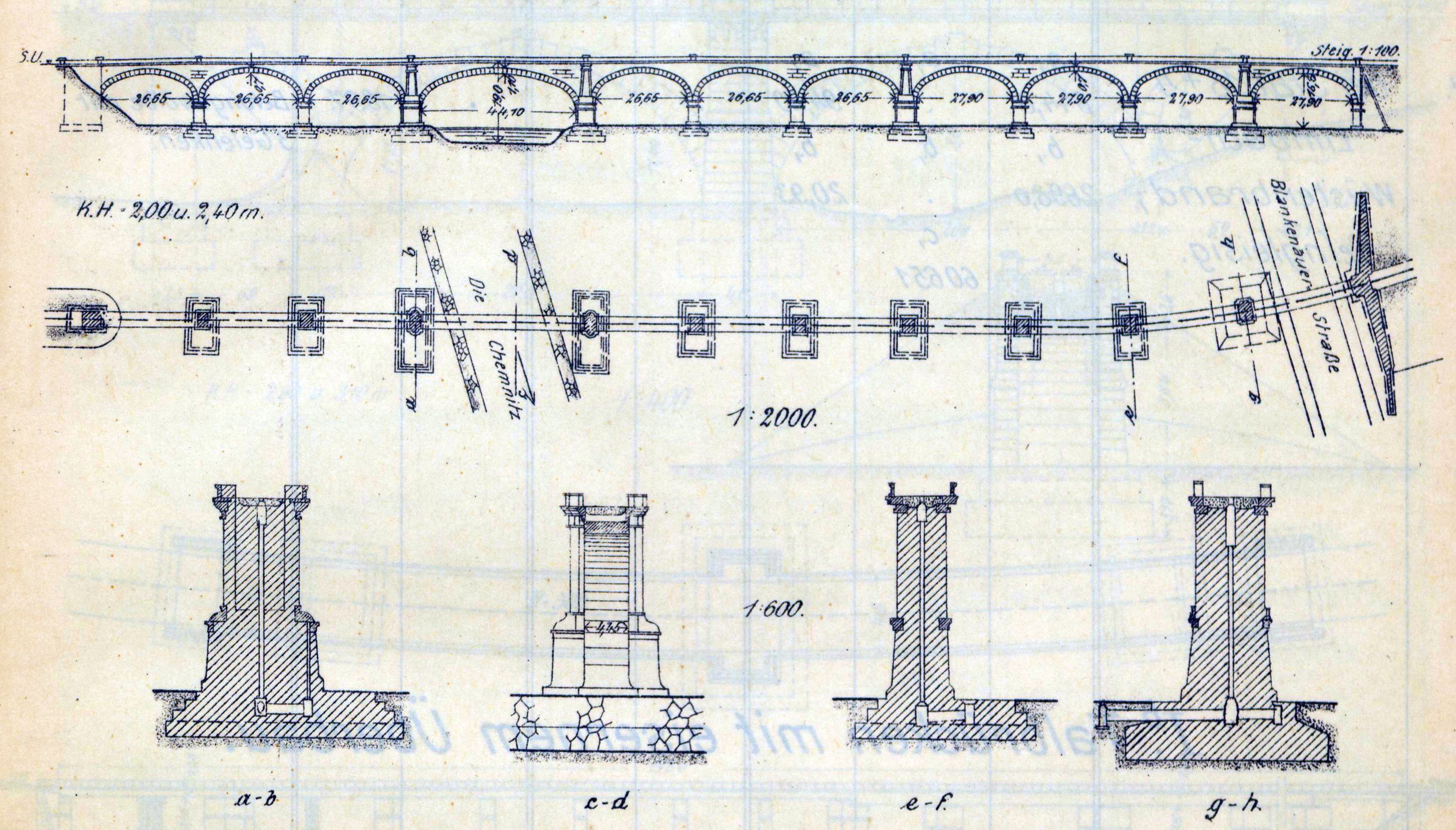
Zeichnung von 1911
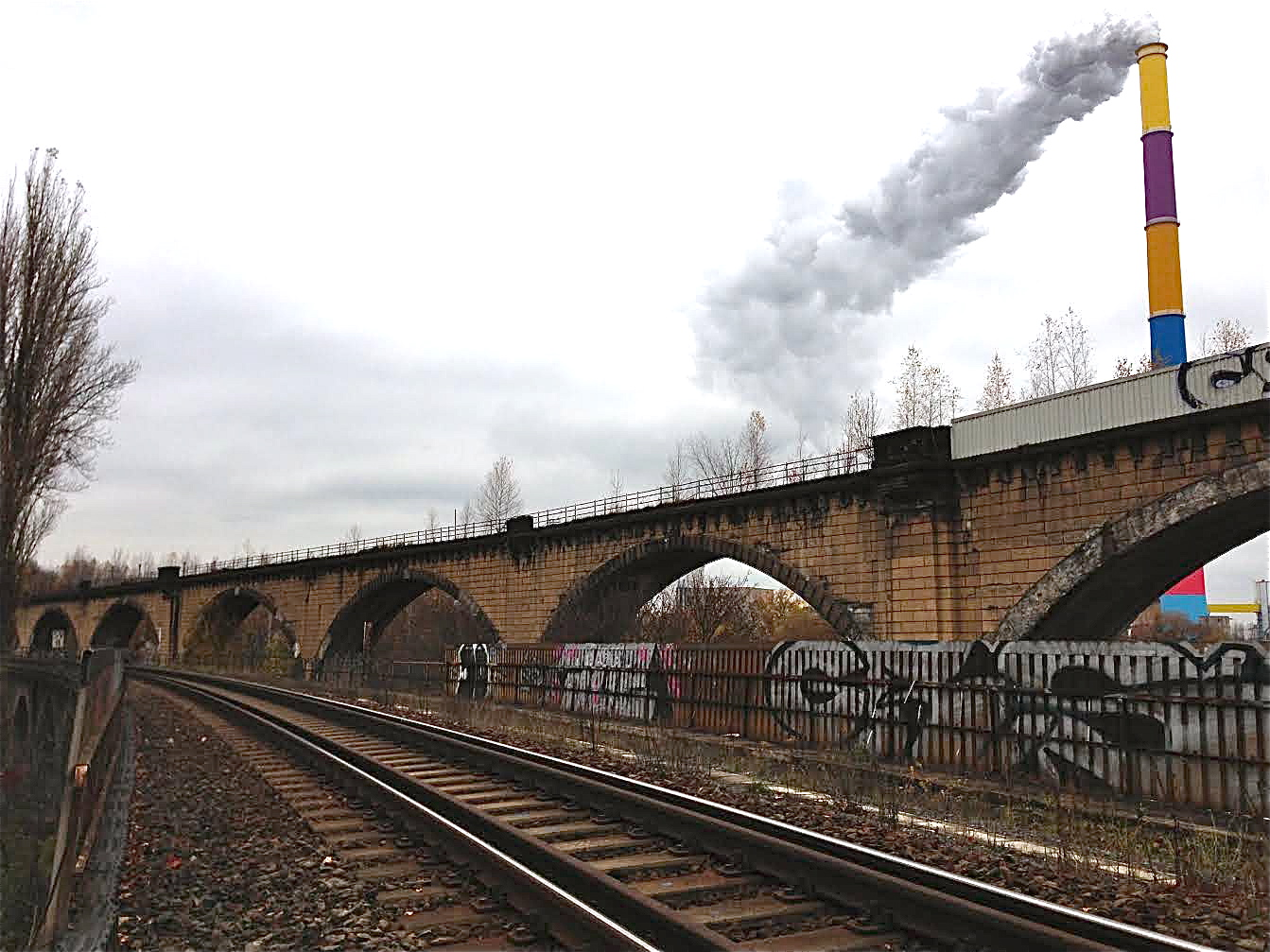
Gleisblick
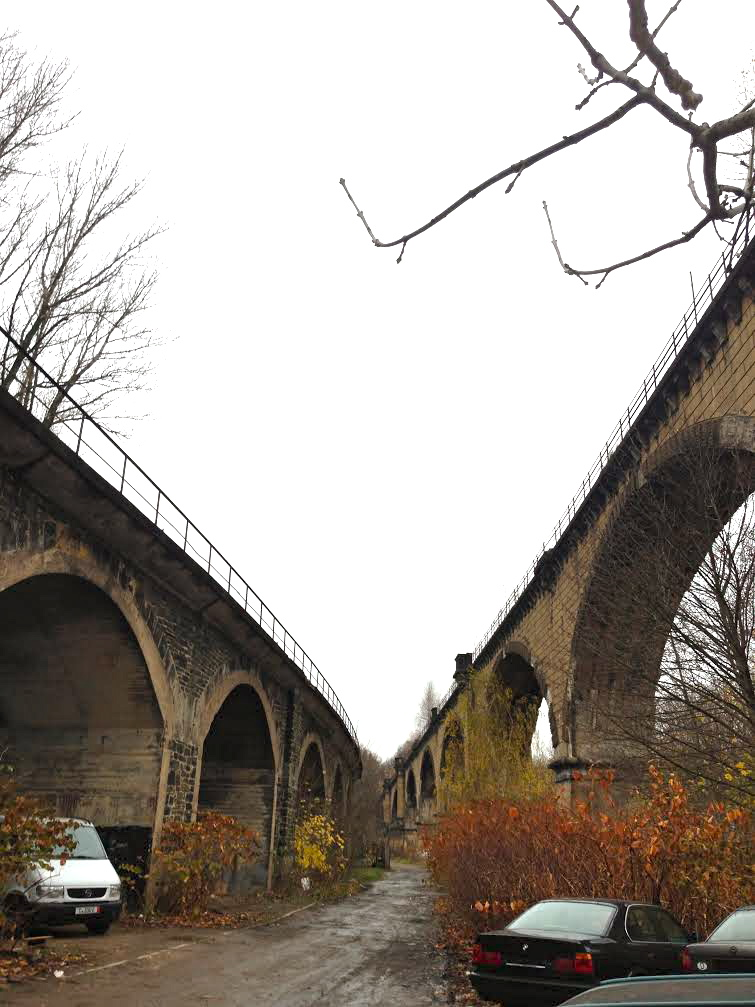
Zwischen den Viadukten
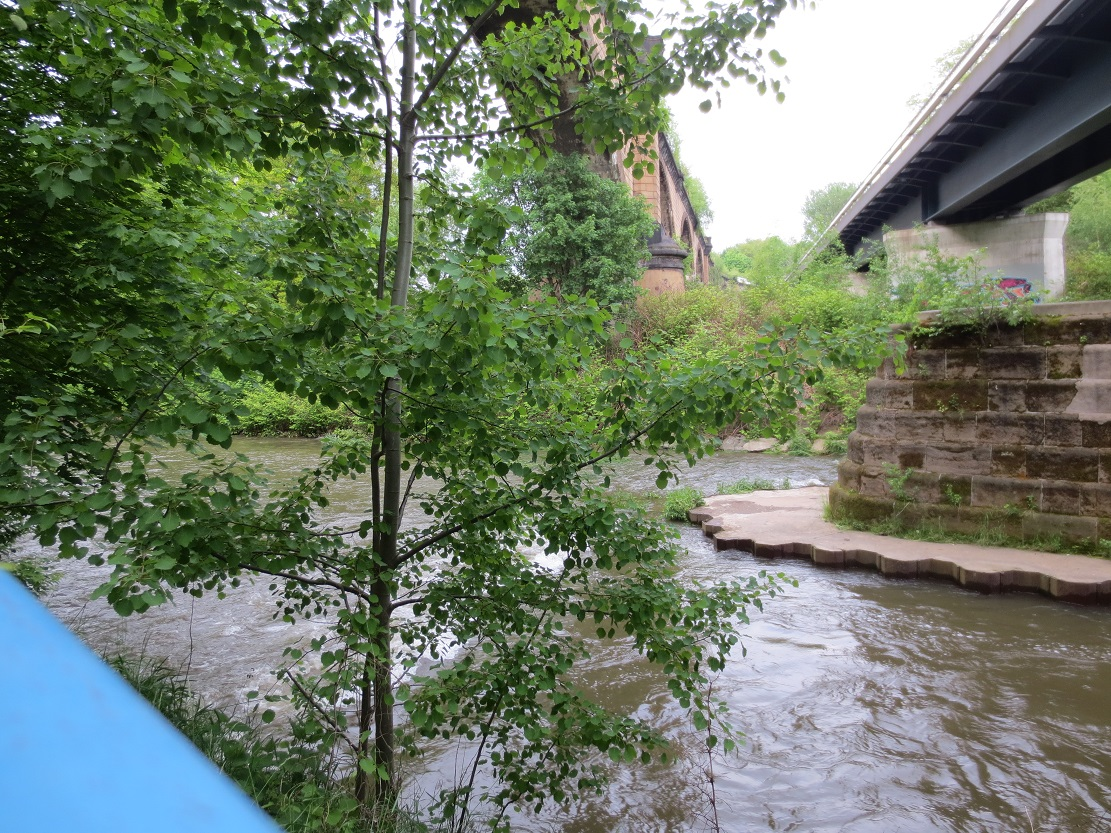
Flussquerung
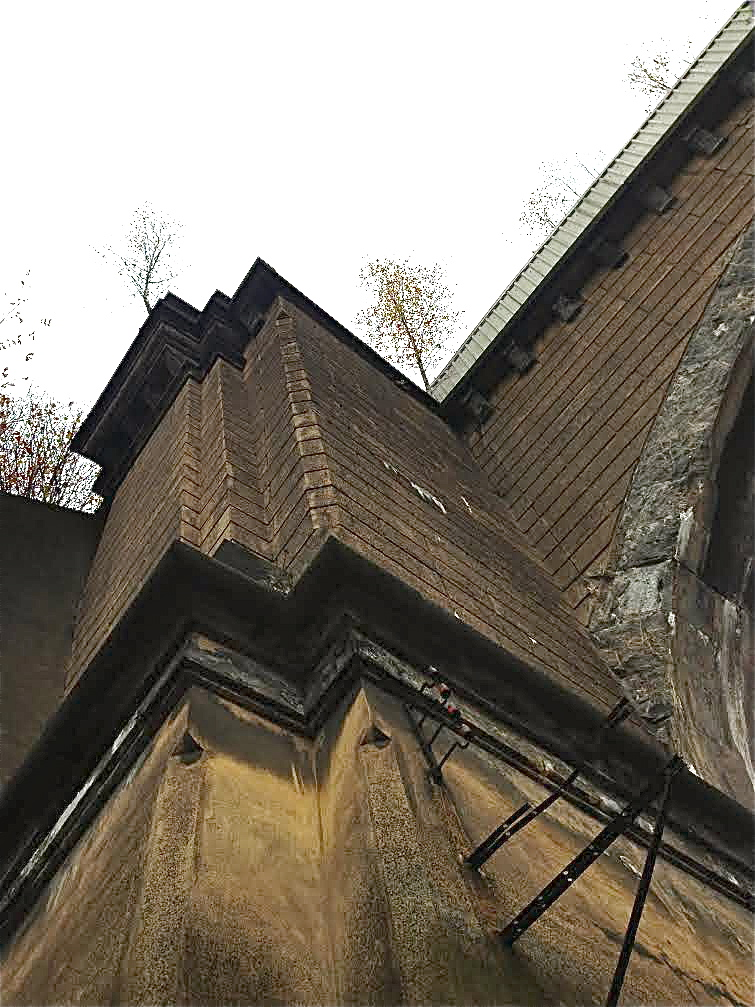
Detail